# Ernst Friedrich Diez
Ernst Friedrich Diez (* 17. März 1805 in Waldkirch, Breisgau; † Dezember 1892 in München) war ein deutscher Theaterschauspieler und Opernsänger (Lyrischer Tenor).

## Leben
Diez war der Sohn eines städtischen Beamten, von dem er seinen musikalischen Sinn geerbt hatte, in Waldkirch. Bereits mit zehn Jahren sang Diez im Kirchenchor seiner Heimatstadt. Im Frühjahr 1825 schickte ihn seine Familie nach Wien, wo er u. a. Schüler des Komponisten Conradin Kreutzer wurde. Mit dessen Hilfe konnte er bereits im darauffolgenden Jahr erfolgreich in Kreutzers Oper „Die lustige Werbung“ debütierend mitwirken.
1826 wurde Diez an das Stadttheater von Preßburg engagiert und 1828 holte man ihn an das Theater von Triest. 1829 kam er am Königsstädtischen Theater in Berlin unter Vertrag und 1830 wurde er an das Mannheimer Hoftheater engagiert. 1837 bekam Diez ein Engagement am königlichen Hoftheater von München.
1841 heiratete Diez dort in zweiter Ehe seine Kollegin Sophie Hartmann. 1849 absolvierte Diez seine letzte Vorstellung und wechselte anschließend als Gesangslehrer und Chorleiter an die königliche Hofkapelle. 1868 gab er dieses Amt auf und zog sich ins Privatleben zurück.
Diez überlebte seine Ehefrau um fünf Jahre und starb im Dezember 1892 in München.

## Grabstätte

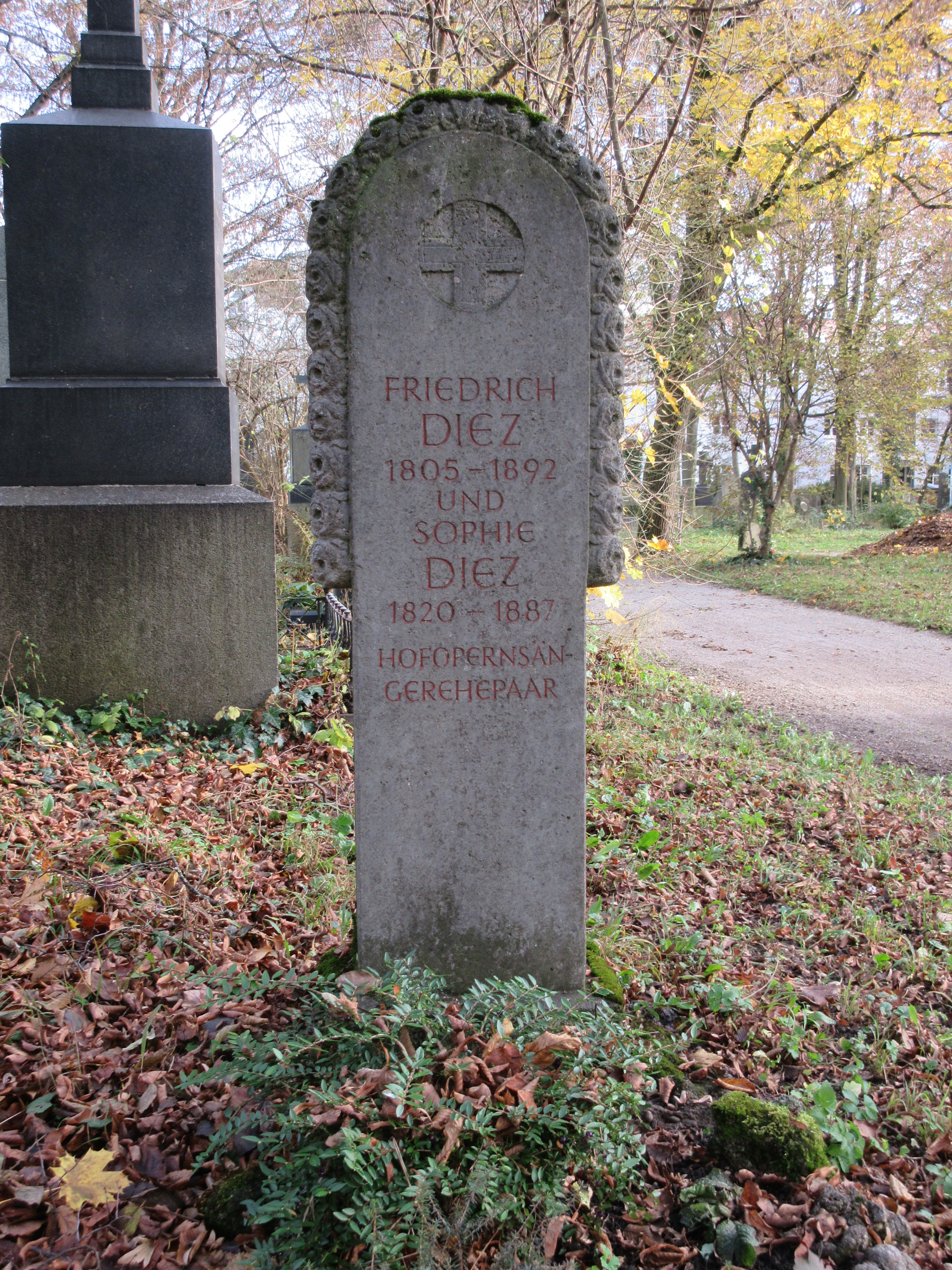
Grab von Friedrich Diez auf dem Alten Südlichen Friedhof in München

Die Grabstätte von Friedrich Diez befindet sich auf dem Alten Südlichen Friedhof in München (Gräberfeld 4 – Reihe 8 – Platz 57) Standort. In dem Grab ist auch seine Ehefrau Sophie Diez begraben.

## Rollen (Auswahl)
- Belmonte – Die Entführung aus dem Serail (Wolfgang Amadeus Mozart)
- Tamino – Die Zauberflöte (Wolfgang Amadeus Mozart)
- George Brown – Die weiße Dame (François-Adrien Boieldieu)
- Joseph – Joseph (Étienne-Nicolas Méhul)